# Reguła dotkniętej figury

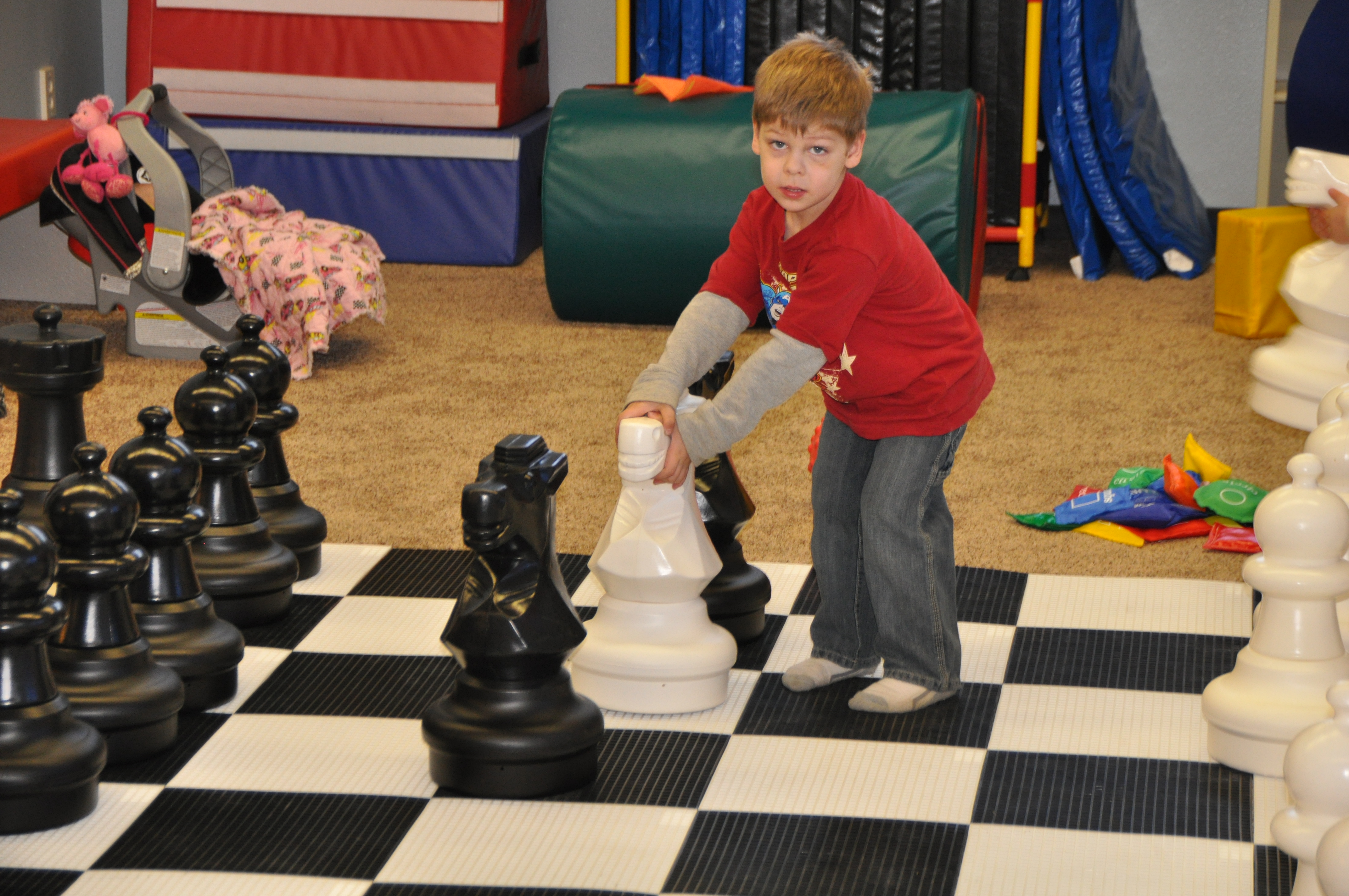
Dotknięcie figury może nieść ze sobą konsekwencje podczas gier turniejowych

Reguła dotkniętej figury (inaczej zasada „dotknięta ruszona” lub dotknięta – idzie) – w szachach zasada mówiąca, że jeżeli gracz, będący na posunięciu, umyślnie dotknie swojej bierki na szachownicy, zobligowany jest do wykonania nią ruchu o ile jest to możliwe. Jeśli dotknięta zostanie bierka przeciwnika, gracz musi ją zbić o ile jest to możliwe. Reguła ta jest jedną z zasad obowiązujących podczas formalnych rozgrywek szachowych granych na szachownicy tj. reguła ta nie ma zastosowania podczas gier przez internet. Gracz zgłaszający naruszenie reguły musi to zrobić przed wykonaniem swojego ruchu.
Gracz, który chce poprawić swoją bierkę na szachownicy bez konieczności wykonania nią ruchu, powinien zasygnalizować to francuskim zwrotem j’adoube (wym. /ʒaˈdub/, pol. poprawiam) przed dotknięciem bierki. W mniej formalnych turniejach często można spotkać się z lokalnym odpowiednikiem zwrotu, na przykład w Polsce dopuszczalne jest użycie zwrotu poprawiam.